# Pálosvörösmart, Heves
Pálosvörösmart  este un sat în districtul Gyöngyös, județul Heves, Ungaria, având o populație de 650 de locuitori (2011). 

## Demografie
Componența etnică a satului Pálosvörösmart
     Maghiari (96,72%)
     Germani (2,62%)
     Necunoscut (0,66%)
     Alții (0,66%)
Componența confesională a satului Pálosvörösmart
     Romano-catolici (48,31%)
     Fără religie (12%)
     Reformați (4,92%)
     Atei (2%)
     Necunoscută (32,77%)
     Alte religii (2,31%)
Conform recensământului din 2011, satul Pálosvörösmart avea 650 de locuitori. Din punct de vedere etnic, majoritatea locuitorilor (96,72%) erau maghiari, cu o minoritate de germani (2,62%). Apartenența etnică nu este cunoscută în cazul a 0,66% din locuitori. Nu există o religie majoritară, locuitorii fiind romano-catolici (48,31%), persoane fără religie (12,0%), reformați (4,92%) și atei (2,0%). Pentru 32,77% din locuitori nu este cunoscută apartenența confesională.